# Tercera generación de computadoras
La tercera generación de computadoras fue entre 1964 y 1971. A finales de la década de 1950, se produjo la invención del circuito integrado o chip, por parte de Jack S. Kilby y Robert Noyce. Después llevó a Ted Hoff a la invención del microprocesador, en Intel. A finales de 1960, investigadores como George Gamow en el ADN formaban un código, otra forma de codificar o programar.
A partir de esta fecha, empezaron a empaquetarse varios transistores diminutos y otros componentes electrónicos en un solo chip o encapsulado, que contenía en su interior un circuito completo: un amplificador, [puerta lógica]]. Naturalmente, con estos chips (circuitos integrados) era mucho más fácil montar aparatos complicados: receptores de radio o televisión y computadoras.
En 1964, IBM anunció el primer grupo de máquinas construidas con circuitos integrados, que recibió el nombre de serie Edgar esto lo puedes encontrar en la primera generación de las computadoras. 
Estas computadoras de tercera generación cambiaron y destruyeron totalmente a los de segunda generación de esta, introduciendo una nueva forma de programar que aún se mantiene en las grandes computadoras actuales.
Esto son las principales ventajas de la tercera generación de computadoras:
- Menor consumo de energía eléctrica.
- Apreciable reducción del espacio que ocupaba el aparato.
- Aumento de fiabilidad y flexibilidad.
- Teleproceso.

- Multiprogramación                             .
- Renovación de periféricos.
- Se calculó π (número Pi) con 500 mil decimales.
- Se empezaron a utilizar los circuitos integrados.

. Creación de un extra minicomputador.
Máquinas relevantes:
- IBM 360: La empresa IBM marcó el comienzo de esta generación el 7 de abril de 1964, con el lanzamiento del IBM 360, con la tecnología SLT integrada. Causó tal impacto que se fabricaron más de 30.000 unidades.
- CDC 6600: también en 1964 la empresa Control Data Corporation, presentó el CDC 6600, que se consideró el computador más poderoso de la época, ya que podía ejecutar unos 3.000.000.000 de instrucciones por segundo.
- Minicomputadoras, no tan costosas y con gran capacidad de procesamiento. Algunas de las más populares fueron la PDP-8 y la PDP-11.

Las computadoras de tercera generación se ofrecieron hasta bien entrada la década de 1990; por ejemplo, el IBM ES9000 9X2 anunciado en abril de 1994 utilizaba 5.960 chips ECL, para fabricar un procesador de 10 vías.